# Belvedere, Dunaj
Belvedere (nemško Schloss Belvedere, iz italijanskega izraza za »lep prizor«) je zgodovinski kompleks dveh baročnih palač, zgornjega in spodnjega Belvedera s spremljevalnimi objekti, ki stoji v baročnem parku v tretjem dunajskem okrožju (Landstraße) na jugovzhodu mestnega središča. Tukaj se nahaja muzej Belvedere. Tla so v rahlem naklonu in v okolici se nahajajo okrasne fontane, baročne skulpture in veličastna vrata iz kovanega železa. Zgrajen je bil v začetku 18. stoletja po načrtih arhitekta Johanna Lukasa von Hildebrandta kot poletna rezidenca za princa Evgena Savojskega, v času razcveta mesta, ki je bilo takrat prestolnica cesarstva in sedež vladajoče dinastije Habsburžanov. 
Po prinčevi smrti je kompleks, takrat znan kot Gartenpalais, podedovala njegova nečakinja, nakar ga je od nje odkupila Marija Terezija. V zgornji Belvedere je dala preseliti cesarsko galerijo slik, spodnji pa je služil kot domovanje za člane kraljeve rodbine, ki so zbežali pred francosko revolucijo. Kasneje je bila tudi spodnji palači dodeljena funkcija muzeja, do izgradnje muzeja umetnostne zgodovine leta 1889, kamor so bile preseljene vse zbirke. Po tistem je bil Belvedere rezidenca nadvojvode Franca Ferdinanda. Znova je bil spremenjen v muzej po koncu prve svetovne vojne, to funkcijo ohranja do danes. Med drugo svetovno vojno je bil huje poškodovan in kasneje obnovljen.
15. maja 1955 je bila v zgornji palači podpisana Avstrijska državna pogodba.